# Chi kung
| Qigong                              | Qigong                              |
| Maestro de qigong en Sichuan, China | Maestro de qigong en Sichuan, China |
| Texto chino                         | Texto chino                         |
| ----------------------------------- | ----------------------------------- |
| Hanyu Pinyin                        | qìgōng                              |
| Wade-Giles                          | ch'i4 kung1                         |
| Chino simplificado                  | 气功                                |
| Chino tradicional                   | 氣功                                |

El chi kung (氣功 en chino, pinyin qìgōng /tɕʰi˥˩ kʰuŋ˥˥/) o chikún es un sistema de posturas y movimientos corporales coordinados, de respiración y meditación que se considera útil para la salud, la espiritualidad y el entrenamiento en artes marciales. Con raíces en la medicina, la filosofía y las artes marciales chinas, el qigong es considerado tradicionalmente por los chinos y por toda Asia como una práctica para cultivar y equilibrar la mítica fuerza vital qi.
La práctica del qigong suele implicar meditación en movimiento, coordinando movimientos lentos, respiración rítmica profunda y un estado mental de introspección tranquila. El qigong se practica en China y en todo el mundo con fines recreativos, de ejercicio, relajación, medicina preventiva, autocuración, medicina alternativa, meditación, autocultivo y entrenamiento para artes marciales.

## Generalidades

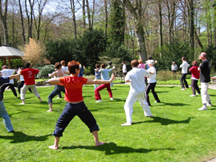
Archivo del Día Mundial del Tai Chi y Qigong (chi kung), evento en Augsberg, Alemania.

El carácter chino qi significa ‘flujo vital de energía’’ y tiene un significado similar al del pneuma de la Grecia antigua, el prana de los hinduistas y que en Japón se denomina ki; kung significa ‘trabajo’ o ‘técnica’. El qigong, por tanto, se puede traducir como ‘el trabajo de la energía vital’ o el arte de hacer circular la energía vital de la manera más adecuada a la finalidad con la que se practica.
Existen muchos sistemas diferentes de qigong. El qigong puede practicarse con el cuerpo quieto o en movimiento e involucrar patrones prefijados o no (qigong espontáneo). Varias formas de qigong tradicional, en China, están relacionadas con la salud, las corrientes espirituales de China (taoísmo, budismo y confucianismo) y las artes marciales.
El qigong practicado con finalidad higiénica o terapéutica se basa en los principios de la medicina china tradicional. El qigong practicado con fines espirituales está relacionado con los principios de la alquimia y varía en función de la corriente y el centro espiritual del que procede.[cita requerida] Muchos estilos de qigong relacionados con las artes marciales de China están vinculados a los centros y corrientes espirituales en las que se desarrollaron.
Las reacciones que suscita la práctica del qigong varían de forma destacable. La mayoría de médicos occidentales y algunos profesionales de la medicina china tradicional, así como el gobierno de China, ven el qigong como un conjunto de ejercicios de respiración y movimiento, con algún posible beneficio para la salud debido a la práctica de ejercicio físico y a la educación de la respiración. Hay diversos estudios médicos que avalan algunos beneficios atribuidos a la práctica del qigong.[cita requerida] Otros ven el qigong en unos términos más metafísicos y proclaman que la respiración y los ejercicios de movimiento pueden influir las fuerzas del universo. Este aspecto de la práctica del qigong se considera una creencia.

## Historia
El Qigong en pinyin o transcripción fonética literal ha sido conocido por muchos nombres a lo largo de la historia china: Tu Gu Na Xin (expulsar la energía usada y absorber la nueva), Xingqi (movilizar el Qi), Yangsheng (nutrición de la fuerza vital), Neigong (realización interior) o más comúnmente Daoyin (conducir y guiar la energía). El término Qigong es, en realidad, bastante reciente, puesto que se menciona por primera vez en un texto que data de la dinastía Ming (1368-1644), aunque no se utilizó en su sentido especializado actual («el arte del cultivo del Qi») hasta el s. XlX
Probablemente, los ejercicios más antiguos de Chikung encontrados en China son las danzas imitando a animales de los antiguos chamanes chinos y que se remontan a mucho antes de la dinastía Zhou (1028-221 a. C.). También actualmente el practicante de Chikung cultiva habilidades animales (equilibrio, flexibilidad, gracia, fuerza...) y, a través de la práctica del Chikung, desea incorporar la salud, la fortaleza y la vitalidad de los animales.
La referencia documental sobre Chikung más antigua como ejercicio curativo más que como danza está inscrita en doce piezas de jade fechadas en el s. VI a. C., que contienen consejos para recoger el aliento y hacerlo descender por el cuerpo hasta el bajo abdomen. También la biblia de la Medicina China, "El Clásico de la Medicina Interna del Emperador Amarillo" (s. I y II a. C.), recomienda el Daoyin para curar fiebre, escalofríos y otras enfermedades, y afirma que la meta del Daoyin es llegar a ser como los sabios de antaño, quienes «habitan serenamente contentos en la vacuidad y la verdadera fuerza vital les acompaña siempre; preservan en el interior su espíritu vital. ¿cómo iba a poder alcanzarles la enfermedad?». En el Clásico se afirma, también, que el médico sabio cura la enfermedad antes de que se desarrolle y no después de que se haya manifestado.
El origen del Chikung moderno se sitúa en 1955 relacionado con la apertura de un hospital de Chikung en Tangshan y la publicación de La práctica de la terapia qigong (Liao Fa Shi Jian) escrito por Liu Guizhen y Chikung para la salud (Qi gong Ji Bao Jian Qi Gong), escrito por Hu Yaozhen.
En 1980 se comienza a abogar por el uso de la ciencia y la tecnología para investigar el Chikung, la Medicina China y los potenciales del ser humano, lo que condujo en diciembre de 1985, a la creación de la Asociación China de la Ciencia Chikung, en cuya fundación se declaró que «muchas pruebas demuestran que un estudio científico intensivo del Chikung conducirá a un pleno desarrollo de las habilidades tanto mentales como físicas del ser humano»[cita requerida].

## Tipos de Qigong
- Escuelas doctrinales. Según el contexto doctrinal se suele clasificar en:
  - Escuela Budista o Escuela Buda o Escuela Fo (Fó Jiā 佛家)
  - Escuela Confucionista o Escuela Confuciana (Rú Jia 儒家)
  - Escuela Taoísta o Escuela Dao (Dào Jiā 道家)
- Escuela Médica (Yī Jiā 醫家)
- Escuela Marcial (Wǔ Jiā 武家)

## Teoría de la práctica del qigong de la escuela médica
Se describen los fundamentos de la práctica del Qigong relacionados con la medicina china tradicional.

### Las tres regulacionesSan Tiao
La práctica del qigong propone tres procesos de armonización o regulación mutua (Sān Tiáo 三條) en el que los unos interaccionan con los otros buscando una armonía entre los tres como si se tratase de la interpretación de una canción en la que interviniesen tres instrumentos. Estos procesos son: regular el cuerpo, regular la mente (corazón) y regular la respiración para regular los Tres Tesoros (Sān Bǎo 三宝): regular la esencia (Jing), regular el aliento (Qi), y regular el espíritu (Shen).

#### 1. Regular el cuerpo (Tiao Shen)
(Cuando) la forma (postura corporal) no es correcta, el Chi no es constante. (Cuando) el Chi no es constante, el Yi (mente) no tiene paz. (Cuando) el Yi no tiene paz, entonces el Chi sufre un desorden

La relajación
Solo cuando se esté relajado estarán abiertos todos los canales de Chi.
Etapas de la relajación: 
1. Relajar la mente
2. Relajar la respiración
3. Relajar el cuerpo

La raíz
En toda práctica qigong es importante estar bien apoyado. Estar apoyado significa estar equilibrado y en firme contacto con el suelo. El apoyo requiere de raíz, centro y equilibrio.
Para enraizar el cuerpo se debe imitar a los árboles y echar raíces invisibles bajo los pies. La raíz debe ser tan ancha como profunda. El Yi debe crecer primero, porque es el Yi el que dirige al Chi. El Yi debe ser capaz de dirigir el Chi hasta los pies y comunicarse con la tierra. Sólo si el Yi puede comunicarse con la tierra, podrá crecer el Chi por debajo de los pies y entrar en ella para crear la raíz. La cavidad del Pozo burbujeante es la puerta que permite a Chi comunicarse con la tierra.
Después de haber desarrollado la raíz, se debe aprender a conservar la concentración. Una concentración estable hará que el Chi se desarrolle de forma similar y uniforme.
Desarrollar la raíz no se refiere únicamente al cuerpo, sino también a la posición o al movimiento. La raíz de cualquier forma o movimiento se encuentra en su propósito o principio.

#### 2. Regular la respiración (Tiao Xi)
Regular la respiración significa regular la acción de respirar hasta que ésta sea relajada, constante y sosegada.
Existen ocho palabras clave en la respiración que todo practicante de qigong debe tener en cuenta durante sus prácticas:
- 1. Sosegada (Jing)
- 2. Suave (Xi)
- 3. Profunda (Shen)
- 4. Larga (Chang)
- 5. Continua (You)
- 6. Uniforme (Yun)
- 7. Lenta (Huan)
- 8. Delicada (Mian)

#### 3. Regular la mente/corazón (emocional) (Tiao Xin)
Confucio dijo: "Primero debes estar tranquilo; luego, tu mente podrá estar serena. Una vez que tu mente esté serena, estarás en paz. Sólo cuando estés en paz, serás capaz de pensar y progresar finalmente".

## Sistemas de Qigong
Algunos sistemas populares de qigong son los siguientes:
- Wu Qin Xi 五禽戲 (El juego de los cinco animales)
- Yì Jīn Jīng 易筋經 (Cambio del músculo y el tendón)
- Ba Duan Jin 八段錦 (Las ocho piezas del brocado).
- Zhan Zhuang Gong 站樁 (Estar quieto como un árbol)
- Liu Zi Jue 六字訣 (Sonidos curativos)
- Fang Song Gong 放松功 (Relajación psicosomática)
- Nei Yang Gong 内养功 (Nutrición psicosomática)
- Jin Mai Gong 筋脉功 (Estiramiento tendino-muscular)
- Wuxing Bagua Qigong 五行八卦氣功 (Trabajo de los cinco elementos y los ocho trigramas)
- Zhan Zhuang Bagua Gong 站樁八卦功 (Los ocho trigramas del poste)
- Yao Zi Gong 腰子功 (Nutrición del riñón)
- Wudang Neijiagong (Cultivo montañés)
- Wudang Yang Sheng 武當养盛功 (Ejercicios para la longevidad, de Wudang)
- Hui Chun Gong 回春功 (Retorno de la primavera)
- Qixing Gong 启性功 (Trabajo para regular el temperamento)
- Wudang Baduanjin (Ocho brocados de Wudang)
- Ba Mai Zhang Qigong 八脉杖功 (Trabajo para los ocho vasos extraordinarios)
- Neidan 內丹术 (Sistema Interno de Cultivo)

### Wuqinxi 五禽戲 (El juego de los cinco animales)
El creador del juego de los cinco animales (wuqinxi 五禽戲) fue el médico Hua Tuo (華佗 ? a 208 a. C.) de finales de la dinastía Han del Este. De acuerdo con la "Historia de la dinastía Han posterior" Hua Tuo escribió:

"El cuerpo humano necesita trabajar y moverse, pero no es conveniente sobrepasar sus límites. El movimiento y el trabajo muscular contribuyen a evacuar el exceso de gases, hacen que sea fluida la circulación sanguínea y posibilitan una cierta inmunidad general frente a las enfermedades. Esto es: como el eje de la puerta que no se pudre nunca por hallarse en constante movimiento. Los sabios antepasados nos enseñan que uno puede alcanzar la longevidad si se mueve tal como lo hacen en la naturaleza el oso y el águila".

"Cuando sientas alguna molestia física, comienza a practicar la gimnasia de los cinco animales o la de uno de los cinco y no dejes de hacerlo hasta romper a sudar, de modo que la cara te brille y se despierte tu apetito"

Los ejercicios de los Cinco Animales combinan la mente, la figura y la respiración. En estos ejercicios es necesaria una integración total y completa de mente, espíritu, cuerpo, respiración y movimiento. Los movimientos han de ser ágiles, espontáneos y flexibles. Hay que respirar de modo profundo y rítmico de acuerdo con los movimientos y actuar con el espíritu del animal cuyo movimiento se realiza.

"El Tigre con sus ojos brillantes, corre a saltos o gira el cuerpo tan rápidamente como el relámpago, mostrando sus poderosas garras; el Ciervo, en tanto, manso y obediente, se mueve con firmeza y agilidad al correr o permanecer quieto, con tanta gracia que uno se ve impulsado a amarlo; el Mono travieso, ahora trepa a un árbol para recoger frutas, ahora mira para allá o para acá, mostrando una inteligencia casi humana; el Oso, gordo, es un animal que parece torpe pero sereno, y sin embargo sus movimientos hacen que uno se libre de preocupaciones y se expanda su caja torácica; la Grulla que extiende las alas, se dispone a arrancar el vuelo, una vez alcanza el cielo deja de verse, escondida tras las nubes, para aparecer después por entre ellas tal como una figura de algún dios celestial."

Hay diferentes series de ejercicios correspondientes al juego de los Cinco Animales con variantes, tal como ha habido diferentes escuelas y familias en las que se ha desarrollado y transmitido esta práctica a lo largo de los siglos.

## Investigación clínica
Se han hecho muchas afirmaciones de que el qigong puede beneficiar o mejorar las condiciones de salud mental, incluyendo la mejora del estado de ánimo, la disminución de la reacción al estrés y la disminución de la ansiedad y la depresión. La mayoría de los estudios médicos solo han examinado los factores psicológicos como objetivos secundarios, aunque diversos estudios han demostrado disminuciones en los niveles de cortisol, una hormona química producida por el organismo en respuesta al estrés.

## Qi Gong de la Escuela NeiJing
"Qi gong, genéricamente, significa “el arte y la habilidad para mover el Qi, el soplo”.
Se ha comprobado -y nos referimos ya al punto de vista occidental- que determinados movimientos, hechos de una determinada forma, varían algunos parámetros, como por ejemplo nuestro sistema inmunológico.
El Qi Gong es, simplemente, el arte de utilizar, intercambiar, compartir nuestras energías con las otras energías. En definitiva, el Qi Gong es una forma de sintonizarnos con el medio; es una forma de plegarnos al medio; es una manera de identificarnos en lo que somos, y que el medio nos reconozca, y así saber ocupar la posición que nos corresponde." (escuela neijing) [cita requerida]
-->

### Lectura adicional
Publicaciones en Internet:
- Sitio web "Tai Chi Chuan, Salud y Longevidad" (fuente original del artículo)

Publicaciones impresas:
- "Conocer el Taoísmo" de Tian Cheng Yang
- "Meditación del Qigong: Respiración Embrionaria" por Yang Jwing-Ming"
- Chuen, Lam Kam ([1991] 1993). [The Way of Energy : A Gaia Original] El camino de la energía. Dominar el arte chino de la ferza interna con el ejercicio chi kung. Barcelona: Oasis. Producciones generales de comunicación, SL. ISBN 84-7901-067-3.
- Cohen, Kenneth S. ([1997] 2004). [Qigong: Chinese energy healing] El camino del Qigong. El arte y la ciencia de la curación energética china. Barcelona: La liebre de Marzo, SL. ISBN 84-87403-70-0.
- Compilación (1989). Wuqinxi. Ejercicios para el fortalecimiento físico a la manera de los cinco animales. Madrid: Miraguano Ediciones. ISBN 84-7813-046-2.
- Despeux, Catherine (1988). La Moelle du Phénix Rouge. Santé & longue vie dans la Chine du XVIè siècle. Paris, Francia: Éditions de la Maisnie. ISBN 2-85707-281-3.
- Dong, Liu ([1998] 2001). [Qi Gong. La voie du calme.] Qi Gong. La vía del sosiego. Barcelona: Editorial Kairós, SA. ISBN 84-7245-474-6.
- González, Sebastián (2004). Qigong. Caminando hacia la armonía. L'Hospitalet: Ediciones Indigo. ISBN 84-96381-17-X.
- Requena, Ives ([1995] 1996). [À la decouverte du Qi Gong] La gimnasia de la eterna juventud. Guía fácil de Qi Gong. Barcelona: Ediciones Robinbook, SL. ISBN 84-7927-192-2.
- The People's Sports Publishing House, Pekín (1982). Wushu. Gimnasia china para la salud de la familia. Barcelona: Círculo de lectores, SA. ISBN 84-226-1482-0.
- Yang, Jwing Ming ([1997] 2003). [The Root of Chinese Qigong, Secrets for health, longevity & enlightenment] La raíz del chi kung chino. Málaga: Editorial Sirio, SA. ISBN 84-7808-393-6.
- Yang, Jwing Ming ([1989] 2004). [Qigong, The Secret of Youth - Da Mo's Muscle Tendon & Marrow Brain Washing Classics ] Qigong. El secreto de la eterna juventud. Tratados del cambio de músculo/tendón y lavado de médula/cerebro, de Da Mo. Málaga: Editorial Sirio, SA. ISBN 84-7808-411-8.
- Tian, Cheng Yang (2003). [Xiu Dao Ru Men] Conocer el Taoísmo. Historia, filosofía y práctica. Chi Kung, Tai Chi, Feng Shui, Meditación, Masaje Taoísta. Barcelona: Editorial Kairós, SA. ISBN 84-7245-531-9.
- Yu, Wen-Mei (2003). Liangong. Healing exercises for better health.. Burbank, California (EE.UU.): CFW Enterprises, Inc. ISBN 0-86568-199-6.